# Крупецкий сельсовет (Гомельская область)
Крупецкий сельсовет (белор. Крупецкі сельсавет) — административная единица в Добрушском районе Гомельской области Республики Беларусь. Административный центр — агрогородок Крупец.

## История
26 сентября 2014 года деревни Старый Крупец и Новый Крупец упразднены. Образован агрогородок Крупец.

## Состав
Крупецкий сельсовет включает 1 населённый пункт:
- Крупец — агрогородок

Упразднённые населённые пункты:
- Старый Крупец — деревня
- Новый Крупец — деревня

## Достопримечательность
- Свято-Троицкая церковь (середина XIX века) в аг. Крупец

##### Памятники природы
- Обнажение «Новый Крупец» – геологический памятник природы республиканского значения. Находится в центре аг. Крупец. Уникальное обнажение кварцево-глауконитовых песков палеогена.